# Ranunculus prasinus
Ranunculus prasinus är en ranunkelväxtart som beskrevs av Y. Menadue. Ranunculus prasinus ingår i släktet ranunkler, och familjen ranunkelväxter. Inga underarter finns listade i Catalogue of Life.